# Pietro Gasparri

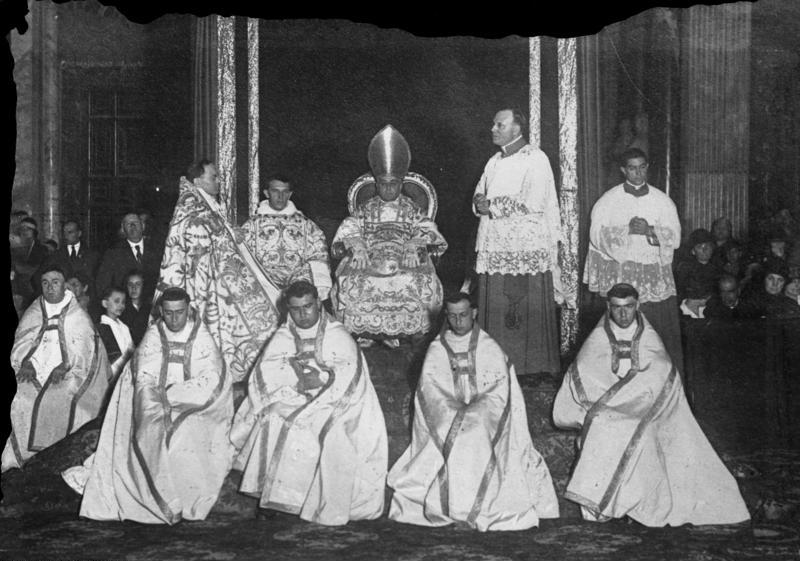
Il segretario di Stato vaticano Pietro Gasparri durante una celebrazione liturgica nel dicembre 1928

Pietro Gasparri (Capovallazza di Ussita, 5 maggio 1852 – Roma, 18 novembre 1934) è stato un cardinale e arcivescovo cattolico italiano nonché diplomatico e cardinal segretario di Stato della Santa Sede.

## Biografia
Nato da famiglia di piccoli possidenti a Capovallazza di Ussita in provincia di Macerata, all'epoca parte dello Stato Pontificio, ultimogenito di nove figli di Bernardino Gasparri e di Giovanna Silj, entrò presto nel seminario minore di Nepi, sotto la guida dello zio materno, mons. Pietro Silj, arciprete di quella cattedrale e vicario generale della diocesi. A Nepi rimase fino al 1870, e successivamente entrò nel seminario pontificio romano. Studiò quindi teologia al Pontificio Ateneo di Sant'Apollinare a Roma, si laureò in Filosofia, in Teologia e in utroque iure, cioè in Diritto civile e Diritto canonico.
Fu ordinato sacerdote il 31 marzo 1877 a Roma e qui lavorò come segretario personale del cardinale Teodolfo Mertel. Nel frattempo gli fu dato l'incarico per l'insegnamento di Storia ecclesiastica e Teologia presso il Pontificio Seminario Romano e poi quello di diritto canonico presso il Pontificio Ateneo Urbaniano "De Propaganda fide" a Roma. Fu membro della Facoltà di Istituto Cattolico di Parigi dal 1870 al 1898. Lavorò nelle chiese parrocchiali di Parigi per gli immigrati italiani e fu collaboratore dell'arcivescovo di Parigi. Nel 1896 fu nominato membro della Commissione pontificia per l'esame della validità delle ordinazioni della Chiesa anglicana.
Il 2 gennaio 1898 fu nominato da papa Leone XIII arcivescovo titolare di Cesarea in Palestina in partibus ed inviato quale delegato apostolico in Perù, Ecuador e Bolivia. L'ordinazione episcopale gli fu conferita dal cardinale François Richard. Nel 1901 fu nominato segretario della Congregazione per gli affari ecclesiastici straordinari e nel 1904 della commissione per la codificazione del diritto canonico.
Nel concistoro del 16 dicembre 1907 fu creato cardinale da papa Pio X con il titolo di San Bernardo alle Terme; nel 1915 optò per il titolo di San Lorenzo in Lucina. Gasparri fu camerlengo di Santa Romana Chiesa dal maggio 1914 al gennaio 1915 e poi dal dicembre 1916 fino alla morte.
A seguito del decesso del cardinal Domenico Ferrata nell'autunno 1914 fu nominato cardinal segretario di Stato da papa Benedetto XV. Dal 1914 al 1918 fu prefetto del Palazzo Apostolico.
Nel 1917, alla promulgazione del codice di diritto canonico, che restò in vigore fino al 1983 e al quale aveva contribuito, fu nominato da papa Benedetto XV presidente della Commissione per l'interpretazione autentica del Codex Iuris Canonici. Nel 1929 gli fu affidata la presidenza della Commissione per la codificazione del diritto canonico delle Chiese orientali.
Dopo il conclave del 1922 il nuovo papa Pio XI lo riconfermò in tutte le cariche, alle quali aggiunse, nel 1925, quella di prefetto della Congregazione per gli affari ecclesiastici straordinari.
L'11 febbraio 1929 sottoscrisse con Benito Mussolini i Patti Lateranensi, i quali misero fine al lungo contenzioso tra Santa Sede e stato italiano scaturito nel 1870 con la Presa di Porta Pia e la fine del potere temporale dei Papi. Sostenne convintamente che la Provvidenza aveva collocato Mussolini nel posto in cui si trovava. Un anno dopo lasciò la Segreteria di Stato. Nel 1930 pubblicò a suo nome il Cathechismus Catholicus. Nel 1933 fu nominato Accademico d'Italia per le scienze giuridiche.
Morì a Roma il 18 novembre 1934 e fu sepolto nel cimitero di Ussita, dopo una cerimonia funebre celebrata dal nipote Enrico, anch'egli cardinale. A seguito del terremoto che ha colpito l'Italia centrale il 26 e 30 ottobre 2016 la tomba del cardinale è completamente crollata; la sua salma è stata provvisoriamente collocata nella cripta della cattedrale di Camerino, diocesi della quale attualmente fa parte Ussita. A Roma gli è dedicata una strada nel quartiere Primavalle.

## Genealogia episcopale e successione apostolica
La genealogia episcopale è:
- Cardinale Scipione Rebiba
- Cardinale Giulio Antonio Santori
- Cardinale Girolamo Bernerio, O.P.
- Arcivescovo Galeazzo Sanvitale
- Cardinale Ludovico Ludovisi
- Cardinale Luigi Caetani
- Cardinale Ulderico Carpegna
- Cardinale Paluzzo Paluzzi Altieri degli Albertoni
- Papa Benedetto XIII
- Papa Benedetto XIV
- Papa Clemente XIII
- Cardinale Marcantonio Colonna
- Cardinale Giacinto Sigismondo Gerdil, B.
- Cardinale Giulio Maria della Somaglia
- Cardinale Carlo Odescalchi, S.I.
- Vescovo Eugène de Mazenod, O.M.I.
- Cardinale Joseph Hippolyte Guibert, O.M.I.
- Cardinale François-Marie-Benjamin Richard
- Cardinale Pietro Gasparri

La successione apostolica è:
- Cardinale Francesco Marchetti Selvaggiani (1918)
- Cardinale Benedetto Aloisi Masella (1919)
- Cardinale Clemente Micara (1920)
- Cardinale Francesco Marmaggi (1920)
- Cardinale Luigi Maglione (1920)
- Patriarca Roberto Vicentini (1921)
- Cardinale Ermenegildo Pellegrinetti (1922)
- Arcivescovo Cesare Orsenigo (1922)
- Arcivescovo Angelo Rotta (1922)
- Cardinale Gaetano Cicognani (1925)
- Cardinale Paolo Giobbe (1925)
- Cardinale Pietro Ciriaci (1928)
- Arcivescovo Riccardo Bartoloni (1928)
- Cardinale Carlo Chiarlo (1928)
- Cardinale Francesco Borgongini Duca (1929)